# Åshild Næss
Åshild Næss, född 1974, är en norsk språkvetare.
Næss blev filosofie doktor vid Radboud Universiteit Nijmegen. Hon är verksam som professor i språkvetenskap vid universitetet i Oslo och har tidigare varit gästprofessor vid Zürichs universitet och senior lecturer vid University of Newcastle i Australien. Hennes forskningsintressen omfattar språktypologi samt språken på Reeföarna (som ingår i Salomonöarna).
Hon är dotter till författaren Atle Næss.